# Шарль Гунтцігер
Шарль Леон Клеман Гунцігер — французький генерал часів Першої та Другої світових воєн. Як генерал армії, він підписав перемир'я 22 липня 1940 року в Комп'єнському лісі. Він був призначений головнокомандувачем сухопутних військ режиму Віші, а також був військовим міністром. Загинув в авіакатастрофі.

## Біографія
Шарль Леон Клеман Гунцігер народився 25 липня 1880 року в родині ельзасців, яка поселилася в Бретані під час пруської анексії Ельзасу 1871 року. У 1900 році закінчив військову школу Сен-Сір. Обрав службу в колоніальній піхоті. Під час Першої світової війни служив на Салоніцькому фронті. Він очолював оперативний відділ у штабі експедиційних сил союзників. У 1918 році брав участь у розробці плану наступу генерала Франше д'Еспере проти німецько-болгарських військ у Сербії та в підписанні Солунського перемир'я між союзниками та Болгарією.
У 1924 році він був направлений до Китаю командиром окупаційного корпусу в Тяньцзіні.
У 1933 році призначений старшим командувачем левантськими військами. Потім він взяв участь у переговорах щодо приєднання до Туреччини санджаку Александретта, який тоді був частиною Сирії під французьким мандатом. У 1938 році увійшов до Вищої військової ради.
Удостоєний кавалера ордена Почесного легіону в 1915 році, він був зведений до великого офіцера ордена 30 липня 1937 року.

### Друга світова війна

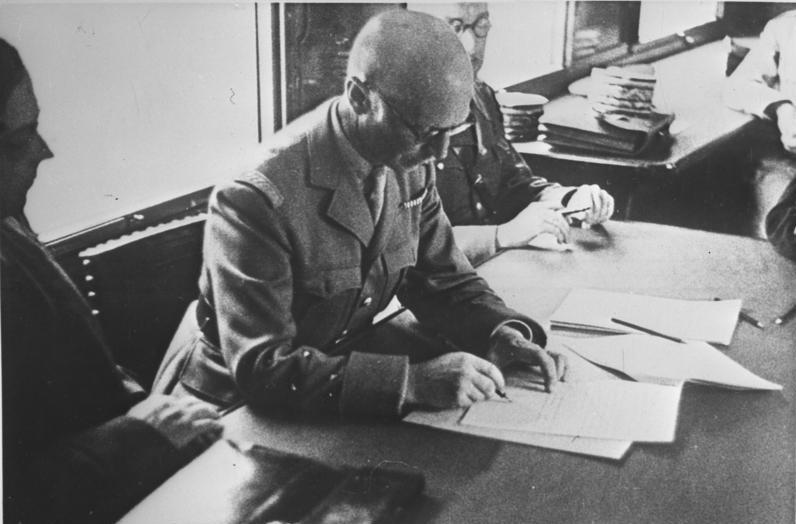
Генерал Шарль Гунтцігер підписує перемир'я 22 липня 1940 року від імені Франції у вагоні перемир'я на галявині Ретонд у лісі Комп'єнь.

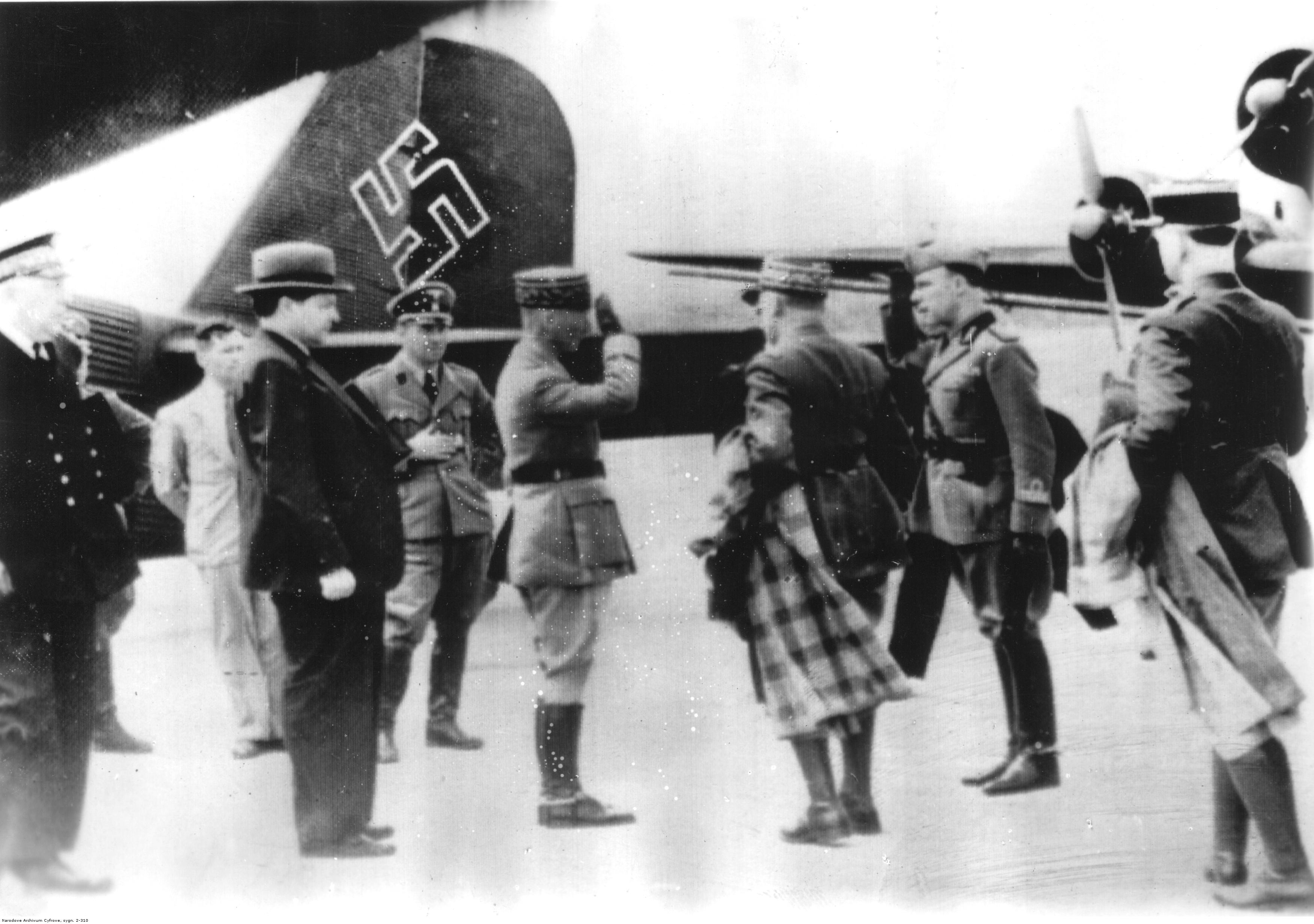
Прибуття до Риму французької делегації для переговорів про припинення вогню з Італією. Видно генерала Чарльза Гунтцігера (у центрі, віддає честь), посла Леона Ноеля (позаду нього, у капелюсі), віце-адмірала Моріса Лелюка (перший ліворуч)

У травні-липні 1940 року протягом двох місяців німецького наступу на Францію, він командував 2-ою арміїєю, потім 4-ою групою армій в Арденнах. 13 травня 1940 року німці прорвали оборону його армії під Седаном.
Він очолював французьку делегацію, відповідальну за підписання перемир'я з Німеччиною 22 липня 1940 на поляні Ретонд поблизу Комп'єня, а потім делегацію, що відповідала за підписання перемир'я з Італією 24 липня 1940 поблизу Риму. Потім він працював у Німецькій комісії з перемир'я у Вісбадені.

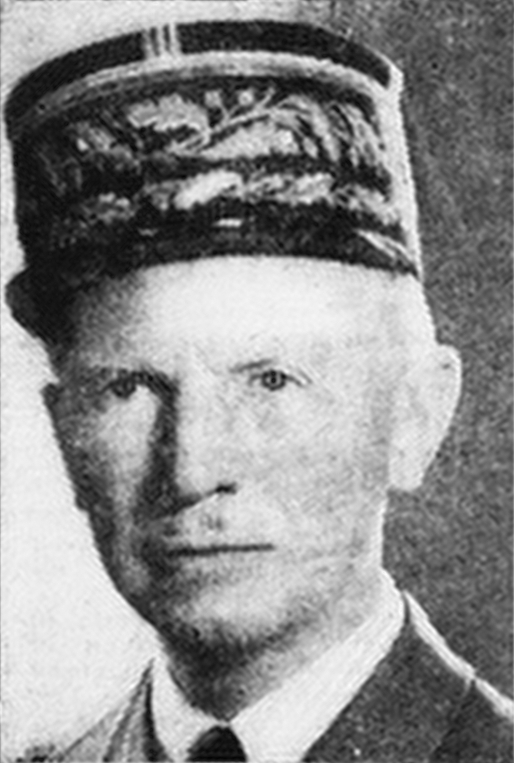
Фотопортрет Шарля Гунтціґера, опублікований у газеті L'Ouest-Éclair (№ 16152) 17 лютого 1941 року, під час формування уряду Франсуа Дарлана.

Після підписання мирних угод був головнокомандувачем сухопутних військ. Він був призначений військовим міністром 6 вересня 1940 року. 3 жовтня наступного року він був одним із підписантів закону про статус євреїв, який значно обмежив права євреїв. 13 грудня1940 він затверджений на своїй посаді в другому уряді П'єра-Етьєна Фландена, а потім знову затверджений 11 квітня 1941 в уряді адмірала Франсуа Дарлана.

### Смерть
Гунтцігер загинув 11 листопада 1941 року в авіакатастрофі під час повернення з інспекційної місії в Північній Африці. Літак Potez 662 розбився в тумані у Севеннах , за кілометр на північний захід від перевалу Міньє у північно-західній частині території муніципалітету Брео-е-Салагосс, на висоті 1214 метрів над рівнем моря. Ще шестеро людей загинули в цій аварії. Його похорон відбувся 15 листопада в церкві Сен-Луї де Віші.
Канцлер Третього Рейху Гітлер надіслав телеграму співчуття маршалу Петену: « Прийміть, пане маршал, мої щирі співчуття з приводу трагічної смерті генерала Ганцігера та його офіцерів»
У вересня 1942 року в присутності військового міністра було урочисто відкрито пам'ятник, встановлений на місці аварії.